# Jeanne Clair
Jeanne Clair (17 maggio 2006) è una nuotatrice artistica francese.

## Biografia
Ha esordito a livello internazionale nella Coppa del Mondo di nuoto artistico nel 2023, partecipando alla tappa di Montpellier, in Francia, dove ha concluso al decimo posto nella gara a squadre programma tecnico con un punteggio di 261.8604.
Nel 2024 ha preso parte nuovamente alla tappa francese della Coppa del Mondo, migliorando il piazzamento con un quinto posto nella stessa specialità e un punteggio di 233.0584.
Nel 2025 ha ottenuto risultati di crescente rilievo nel circuito internazionale. Il 1º marzo ha conquistato il quarto posto nella gara a squadre programma tecnico alla tappa di Parigi, con 254.4716 punti. Successivamente, il 1º maggio, ha gareggiato nella tappa di Markham, in Canada, classificandosi quinta nella stessa specialità con 262.0724 punti.
Nel giugno del 2025 ha conquistato la medaglia di bronzo nella gara a squadre programma tecnico ai Campionati europei di nuoto artistico di Funchal.

## Palmarès
- Europei

Funchal 2025: bronzo nella gara a squadre (programma tecnico)